# Шегренов синдром
Шегренов синдром познатији међу лекарима у Србији до 2010. године као Сјогренов синдром (лат. syndroma sicca), (енгл. Sjögren's syndrome), или аутоимуна егзокринопатија, (енгл. autoimmune exocrinopathy.) је хронична аутоимунска болест и инфламаторно обољење са пролиферацијом лимфоцита који прогресивно уништавају егзокрине жлезде. Како српски лекари у пракси и литератури и даље користе епоним Сјогренов синдром или га наводе у оригиналу Sjögren's syndrome, у тексту ће равноправно бити коришћена оба термина.
Болест се карактерише смањеним стварањем суза - керофталмија (суве очи), пљувачке - керостомија (сува уста) и увећањем паротидних (доушних) жлезда, због имунолошки изазваног оштећења сузних и пљувачних жлезда. Ова тријада поремећаја познат је и као „суви комплекс“ - (лат. siccus-сув)
Болест је 1933. први описао шведски лекар Хенрик Шегрен (Henrik Sjögren 1899—1986) по коме је синдром добио назив. Клиничке манифестације ове болести могу бити проширене захватањем других егзокриних жлезда, висцералних органа, нервног система и крвних судова, са повећаним ризиком од појаве лимфома, али и артралгија, артритиса, Рејноовог феномена, миалгије, болести плућа, болести гастроинтестиналног тракта, леукопеније, анемије, лимфаденопатија, неуропатија, васкулитиса, бубрежне тубуларне ацидозе.
Око 90% оболелих су жене. Болест се најчешће дијагностикује тек након менопаузе, али постоји вероватноћа да болест у већини случајева почиње много раније, вероватно између 20 и 30 године старости.
Патогенеза болести је недовољно изучена. Научници верују да постоји генетичка основа за настанак ове болести која је у порасту, а запажена је и корелација болести са бројним непознатим факторима, као што су еколошки отрови, хормони, вируси итд, под чијим утицајем започињу аутоимунски поремећаји који су у основи појаве и даљег развоја Шегреновог синдрома.

## Облици
Сјогренов синдром се може испољити као;
Примарни Сјогренов синдром (1°SyS), који се испољава као изоловани облик болести егзокриних жлезда са сувим кератрокоњуктивитисом и ксеростомијом. Примарни Сјогренов синдром се јавља у око 50% случајева према подацима „Сјогрен фондацији Америке“....„Примарни Сјогренов синдром је у последњој деценији у жижи експерименталне и клиничке реуматологије и имунологије као модел за разумевање аутоимуности. (Н. Татал)“
Секундарни Сјогренов синдром, са сложенијом клиничком сликом која се јавља се у склопу неке системске (аутоимуне) болести везивног ткива (СБВТ) (нпр, системски еритемски лупус, реуматоидни артритис, системска склероза, криоглобулинемија, нодозни полиартеритис).

## Историјат
Године 1929, Хенрик Самуел Конрад Шегрен (Henrik Samuel Conrad Sjögren 1899—1986), шведски очни лекар, приметио је код неких пацијента појаву сувоће у очима и устима, праћену болом у зглобовима. Сличне симптоме болести код три болесника 1925. уочио је и Анри Гужеро Henri Gougerot 1881—1955, француски дерматолог који их је описао као прогресивну атрофију пљувачних жлезда повезану са сувим очима, устима, и сувом вагином, (па се у литератури, за означавање ове болести, може наћи и назив Шегрен-Гужероов синдром (енгл. Sjögren-Gougerot syndrome).
Хенрик Шегрен је прикупио и обрадио већи број податка, од знатно већег броја пацијената, (од Henri Gougerot), са симптоматологијом ове болести и прикупио велики број хистолошких узорка ткива из егзокриних жлезди са знацима лимфоцитне инфилтације. Ова своја истраживања Шегрен је објавио 1933. у својој докторској дисертацији, под називом (швед. Zur Kenntnis der keratoconjunctivitis sicca). Његова докторска теза није поседовала довољно висок стручни ниво за доделу академског звање доцента, тако да је Шегрену било ускраћено да каријеру настави као професор офталмологије.
Током 1943, Шегренова обимна истраживања су преведена на енглески при чему се описана болест почела називати Шегреновим именом. У Француској, се уврежио термин Гужероов синдром и Французи га користе деценијама, на основу само три истражена случаја из 1925. Шегренова знатно оригиналнија, обимнија и садржајнија истраживања оправдавају примену данас општеприхваћеног назива Шегренов синдром.

## Епоними
Јохан Микулич - Микуличева болест
Бенигни обострани оток пљувачних и сузних жлезда (дакриоаденитис) и смањена или одсутна продукција суза (суве очи) и саливација (суве уста). Болест је инфективног порекла и праћена је инфилтрацијом и заменом нормалног жлезданог ткива лимфним ткивом.
Обољење је добило назив по Јохану Микуличу (Johann Anton von Mikulicz-Radecki 1850—1905) који је 1892. објавио први случај ове болести. Касније су објављеније случајеви праћени сувоћом очију очију и уста, али повезаност ових симптома са Микуличевом болешћу и њеним значајем као манифестацијом системских промена нису схваћени све до 1925. када је Анри Гужеро (Henri Gougerot 1881—1955) схватио да обољење настаје због системске повезаности промена у организму. Гужеро је уочио поред ових симптома и појаву сушења носа и ларинкса и повремени пад функције тиреоидне жлезде. Неки аутори сматрају ову болест и Шегренов синдром као идентичне, док други указују да су то два одвојена ентитета, због одсуства реуматоидног артритиса у Микуличевој болести.
Хенрик Шегрен - Шегренов синдром
Потпуно развијену форму Шегреновог синдрома карактерише тријас симптома; суви кератокоњнјунктивитис, ксеростомија и реуматоидни артритис. Сви симптоми истовремено ретко су присутни код једног болесника. Обично су изражени један или два симптома. Да би се дијагноза синдрома могла поставити морају бити присутна најмање два
симптома из овог комплекса. Смањена секреција сузних и пљувачних жлезда, без системске аутоимуне болести, означава се као „суви комплекс“.
Хенрик Шегрен и Анри Гужеро - Шегрен-Гужеро синдром
Овај назив се понекад може наћи у литератури, који у суштини означава промене дате у међународно прихваћенијем називу Шегренов синдром.

## Епидемиологија
Шегренов синдром је распрострањен у целом свету и јавља се у свим људским расама подједнако. Преваленца Шегреновог синдрома варира између 0,02% и 6%, у зависности од обима спроведених истраживачких студија, старости становништва, примењених дијагностичких критеријума за класификацију симптома и врсте тестова који су коришћени у дијагностици. Зато се према истраживањима у САД Шегренов синдром јавља у широком распону од 0,1 до 4% становништва ове земље, једним делом и као последица недостатака јединствених дијагностичких критеријума. У Сједињеним Државама, по једној студији болује од ове болест између 500.000 и 2 милиона одраслих особа., а по другој око 4 милиона
Преваленца примарног Шегреновог синдрома, применом дијагностичких америчко-европских критеријума, процењена је на 2,7% у недавној студији спроведеној у амбулантно лечених болесника у Мексику. Друга студија користећи исти дијагностичке критеријуме открива много мању преваленцу Шегреновог синдрома од свега 0,09%, на северозападу Грчке.
Студија спроведена у грчкој привидно здравој геријатријској популацији (старости ≥ 65 година) утврдила је преваленцију примарног Шегреновог синдрома од 4,8%. Ови пацијенти су имали објективне доказ о кератоконјунктивитиса сика и/или ксеростомије са позитивним налазом биопсије усних пљувачних жлезда.
Раније спроведене студије у Великој Британији наводе учесталост Шегреновог синдрома од 3,3% у геријатријских болесника. Међутим, дијагноза ни код једног од ових болесника није документована хистолошким налазом.
Шегренов синдром је други по учесталости аутоимунски поремећај код одраслих особа, одмах после реуматоидног артритиса. Примарно је најзаступљенији код жена најчешће у менопаузи, (женско-мушки однос је 9 : 1).
Око 30% болесника са СЕЛ-ом и реуматоидни артритис, болује и од Шегреновог синдрома. Процењује се да се у 50-60% случајева Шегреновог синдрома секундарно јавља у аутоимуним поремећајима, као што су реуматоидни артритис, системска склероза (склеродерма), или СЕЛ.
Болест је ретка у детињству, мада је као примарна болест описана у међународној педијатријској литератури у више од 145 случајева са појавом симптома углавном пре 12 године старости. Клиничке манифестације и класификационе шеме се разликују код педијатријских пацијената са Шегреновим синдромом, па се овај поремећај може потценити.
Пол
Од Шегреновог синдрома значајно чешће оболевају особе женског пола (до 95%). Однос јављања болести између женског и мушког пола је 9:1.
У једној међународној мултицентричној педијатријској студији женско:-мушки однос је. 7  1 а у систематизовано прегледаној литератури 6:1. У књизи објављеној у САД почетком 2011. наводи се; „женско мушки однос је око 24:1, што значи да су од око 95% људи који пате од Шегренов синдрома жене.“
Морбидитет и морталитет
Морталитет у Шегреновом синдрому је углавном изазван постепеним смањењем функција егзокриних органа, у којима се инфилтрирају лимфоцити. Иако ток болести скраћује животни век болеснику ретко се морбидитет може завршити фатално. Сувоћа ока може довести до хроничног кератоконјунктивитиса и ерозије рожњаче. Сувоћа у устима доводи до каријеса, фисура, инфекција кандидом, отежан говор и гутање хране. Ови болесници су често недијагностиковани или су неадекватно лечени годинама.
Повећана стопа морталитета код Шегреновог синдрома најчешће је узрокована у системским еритемским лупусом, реуматоидном артритису, и примарној билијарној цирози јетре.
Као последица инфилтрације лимфоцитима, у 10% болесника може се развити псеудолимфом, лимфопролиферативни процес. У око 10% ових болесника може да се развије нехочкинов лимфом (1% свих болесника са Шегреновим синдромом). Болесници са примарним обликом Шегреновог синдрома код којих се не развијају лимфопролиферациони поремећаји имају нормалан животни век.
Старост
Од Шегреновог синдрома подједнако могу оболети пацијенти свих узраста, али се нешто учесталије јавља код старијих људи. Почетак болести је најчешћи између четврте и шесте деценије. Просечна старост болесника у моменту почетка болести је 52 године. Код жена, болест се у већини случајева јавља у менопаузи, али се такође може јавити и код младих жена између 20 и 30 године.
Шегренов синдром, код деце се јако ретко јавља, а на основу спроведених студија просечна старост деце је била 10 година.

## Етиологија
Тачан узрок Сјогреновог синдрома није познат, и поред тога што је он предмет интересовања многих научника и спроводених бројних истраживања. Сва досадашња истраживања указују на корелацију имуногенетичког фенотипа и имуносеролошког профила болести и значајне улоге наследних фактора у настанку болести при чему се не искључује и утицај других чиниоца. Учешће наследног фактора потврђују чешће обољевање особа у чијим породицама постоји неко ко болује од Сјогреновог синдрома или особа у чијим породицама постоје блиски рођаци са аутоимуном болешћу као што је системски лупус, болести штитне жлезде или јувенилни дијабетес. Како се клиничка слика Сјогреновог синдрома може видети и са знацима вирусне инфекције; хепатитисом C, вирусном хуманом имунодефицијенцијом (ХИВ) и хуманим Т-ћелијским лимфотрофичним вирусом (HTLV), не искључује се и могућа улога вируса у настанку ове болести.
Примарни облик Сјогреновог синдрома се јавља без знакова неког другог (основног) реуматичноог обољења, док је секундарни Сјогренов синдром повезана са другим (основним) реуматичним болестима, као што су системски еритемски лупус, реуматоидни артритис, или склеродерма. С обзиром на преклапање Сјогреновог синдром са многим другим сродним реуматичким болестима, понекад је тешко одредити да ли су клиничке манифестације искључиво последица Сјогреновог синдрома или су изазване једним од заједничких поремећаја.
Када су у Сјогренов синдрому захваћене сузна жлезде долази до сувоће очију која води у надражај ока и смањено стварање суза, што повећани ризик за настанак инфекције и оштећења рожњаче. У случају захваћености пљувачних жлезда јавља се сувоћа усне шупљине, отежаног гутања, пропадање зуба, болови и отицања слузокоже усне шупљине коју прате честе инфекције.
У ређим случајевима у Сјогреновом синдрому код жена могу бити захваћене жлезда у вагини што изазива сувоћу слузокоже вагине и болне сношаје и честа запаљења.
У секундарном облику Сјогреновог синдрома који не обухвата промене на жлездама јављају се; болови у зглобовима, Рејноов феномен, увећање лимфних чворова (лимфаденитис), и болести бубрега, живаца и мишића. Ретка компликација Сјогреновог синдрома је васкулитис, тј запаљење зида крвних судова што може изазвати оштећење ткива које захваћени крвни судови снабдевају крвљу.
Сјогренов синдромом често пратри и појава аутоимуног тиреоидитиса (упала штитне жлезде) - Хашимотов тиреоидитис који узрокује хормонски дисбаланс. Гастроезофагеални рефлукс је често повезана са Сјогреновим синдромом. Ретка болест као што је примарна билијарна цироза  често је повезана са Сјогреновим синдромом. Код мањег броја оболелих од Сјогреновог синдрома може се јавити лимфом (рак лимфних чворова ) најчешће након дугогодишњег трајања болести.
| Фактори                | Могући узроци |
| ---------------------- | --- |
| Генетички фактори      | - Присуство HLA-DRB1, HLA-DRB3, HLA-DR5, HLA-DRw11, HLA-DR52, HLA-DRw53, и других фактора повећавају ризик од Сјогреновог синдрома. - Полиморфизам маноза-обавезујућег лецитина гена је највероватније један од генетичких фактора који одређује осетљивост појединца на Сјогренов синдром. |
| Вирусне инфекције      | - Епштајн-Бар вирус - и - Хумани херпес вирус 6 - Вирус хепатитиса - Цитомегаловирус |
| Аутоимунски поремећаји | - Губитак имуно толеранције - Продукција различитих антитела, (нпр. ) |
| Остало                 | - Поремећаји апоптозе - Недостатак адреналних и гонадалних стероидних хормона. |

## Патофизиологија
Сјогренов синдром је хронична инфламаторни процес који се првенствено јавља у егзокриним жлездама. Његове клиничке манифестације се крећу од аутоимуних егзокринопатија до екстрагландуларних (системских) поремећаја на плућима, бубрегу, крвним судовима, и мишићима, и зато се он може јавити самостално (примарни Сјогрен синдром) или заједно са другим аутоимуним болестима (секундарни Сјогрен синдром). У последњих неколико година, клиничка и лабораторијска запажања су истакла значај централне улоге епителних ћелија. Постоје докази да да се овакав редослед догађаја збива не само у епителу егзокриних жлезда него и у епителу у висцералним органима (плућа, бубрег, јетра), те је овај процес, Moutsopoulos -(Moutsopoulos) Moutsopoulos је на основу бројних клиничких запажања, да се промене не дешавају само у епителу егзокриних жлезда већ и у ендотелу висцералних органа предложио да на ову болест етиолошки треба гледати као на „аутоимуни епителитис”.
Упркос опсежним студијама основни узрок и патогенезе Сјогреновог синдрома је и даље нејасна. У ширем смислу, патогенеза је мултифакторијална, сматра се да еколошке фактори покрећу запаљење код особа са генетичком предиспозицијом за настанак овог поремећаја. На основу досадашњих сазнања сматра се да вируси започињу аутоимунски процес у егзокриним жлездама, пре свега вируси из групе херпеса, Епштајн Бар вирус, ретровируси и цитомегаловируси. Под њиховим утицајем долази до експресије антигена у епителу егзокриних жлезда, удруженог са молекулом класе II хуманог комплекса, хистокомпатибилности, а затим и аутоимунских реакција у току којих ћелије епитела постају имунски активне индукујући појаву CD4+ лимфоцита у њиховој близини. Хиперактивност Б лимфоцита такође представља битан аутоимунски феномен у имунопатогенези болести, а хипергамаглобулинемија је последица присуства различитих аутоантитела у циркулацији усмерених ка сопственим имуноглобулинима (реуматоидни фактор) према антигенима у нуклеусу и цитоплазми ћелија (антинуклеарна антитела, анти SS-A/Rö и SS-B/La антитела), као и последица органоспецифичних антитела (усмерених према антигенима пљувачних жлезда, штитне жлезде, мукозе желуца итд).
Екстра-гландуларне манифестације Сјогреновог синдрома су подељене у две групе:
- Прва група манифестација, јавља се у плућима, бубрегу (нефритис) и јетри као последица лимфоцитне инвазије у епителним ткивима,
- Друга група манифестација; јавља се као кожни облик васкулитиса[49], периферна неуропатија и гломерулонефритис, са ниским нивоом CD4+, лимфоцита као последица имунолошког комплекса болести, непосредно повезане са повећаним морбидитетом и високим ризиком за настанак лимфома.

Истовремена појава Сјогреновог синдрома са лимфомом је добро документована у око 5% пацијената са бенигним аутоимуним процесом код којих се он трансформише у малигни лимфоидни облик. Ови лимфоми се одликују; у првој фази јасно локализованим променама, спорим клинички током, а у другој фази јављају се на другим екстранодусним местима. У клиничке и серолошких параметара који су повезани са развојем лимфома код болесника са Сјогреновим синдром спадају; опипљива пурпура, ниска вредност CD4+ лимфоцита и мешовита моноклонска криоглобулинемија што представља главне наговештавајуће показатеље ризика. Зато након њихове појаве треба пажљиво пратити даљи ток развоја болести код тих болесника.

## Клиничка слика
| ЖЛЕЗДАНИ ПОРЕМЕЋАЈИ    | КАРАКТЕРИСТИКЕ ПОРЕМЕЋАЈА                                                                                          |
| ---------------------- | --- |
| Чуло вида              | - Смањена секреција суза - Кератоконјунктивитис (сувоћа слузокоже очију)                                           |
| Усна дупља             | - Ксеростомија (сувоћа у устима због смањене секреције пљувачке) - Увећање (оток) пљувачних жлезда                 |
| Нос                    | - Сувоћа слузокоже у носу                                                                                          |
| ВАНЖЛЕЗДАНИ ПОРЕМЕЋАЈИ | КАРАКТЕРИСТИКЕ ПОРЕМЕЋАЈА                                                                                          |
| Плућа                  | - Интерстицијалне болести плућа; псеудолимфом, лимфом, амилоидоза плућа                                            |
| Кожа                   | - Сувоћа коже - Васкулитис и невсакуларне кожне промене                                                            |
| Мишићнозглобни систем  | - Артритис (запаљење зглобова) - Артралгија (болови у зглобовима) - Миалгија (болови и грчеви у мишићима)          |
| Нервни систем          | - Неуропатија можданих и периферних живаца - Вегетативна неуропатија - Асептички менингитис - Енцефалопатија       |
| Бубрег                 | - Дистална тубуларна ацидоза - Гломерулонефритис - Интерстицијални циститис - Бубрежна калкулоза (камен у бубрегу) |
| Органи за варење       | - Дисфагија (поремећај гутања) - Гастритис - Оштећења јетре                                                        |
| Срце                   | - Перикардитис (запаљење срчане кесе) - Срчани блок (поремећај спровођења срчаних импулса)                         |
| Ендокрини систем       | - Аутоимуна болест штитне жлезде                                                                                   |

### Сувоћа очију и усне дупље
Сјогренов синдром, је болест егзокриних жлезда, и зато су доминантни симптоми и знаци у овом синдрому пре свега; смањена функција сузних и пљувачних жлезда, које последично прате остале манифестације болести. Поремећаји жлезданих функција који највероватније настају због прогресивне инфилтрације жлезда лимфоцита и постепеног уништавања егзокриног жлезданог ткива, доводе до појаве доле наведених карактеристичних клиничких манифестација болести, у чијој основи лежи пре свега; хипосаливација (смањено излучивање пљувачке са израженим симптомима сувоће уста и хиполакримација (смањено излучивање суза праћено сувим кератоконјунктивитисом),
- Осећај гребање у очима, осетљивост на светлост и замарање очију. Симптоми се обично погоршавају током дана, вероватно због већег испаравања и онако оскудниог воденог слоја у оку. Неки пацијенти се ујутру буде са озбиљним, тешкоћама у отварању очих капака.[59]
- Сушење слузокоже усне дупље које изазива потешкоће при говору или развој промуклост, отежано гутање(дисфагија)[52] и потешкоће при ношењу зубних протеза.
- Учесталост каријеса зуба и пародонтопатија
- Смањен осећај укуса и мириса.
- Напрснућа (рагаде) на језику и устима.
- Крусте (красте) носне слузокоже (понекад праћене крварењем из носа),
- Сувоћа вулве и вагине, отежан коитус.

### Запаљење доушне жлезде
- Понављајући (рецидивирајући) оток доушне (паротидне) жлезде.
- Хронично увећање доушне жлезде, које код неких болесника може бити енормно изражено, па те особе имају физичке и психичке (естетске) сметње.

### Ванжлездане манифестације
Код око половине болесника са Сјогреновим синдромом поред клиничких манифестација изазваних примерним оштећењем агзокриних жлезда, могу бити присутне и тзв. ванжлездане манифестације (тзв. екстрагландуларни поремећаји). Ектрагландуларни поремећаји према досадашњим истраживањима разврставају се у две категорије;
- Периепителијални инфилтративни поремећаји, у које спадају; нефритис, инфилтрација јетре и бронхиолитис. Ови поремећаји су у начелу спорог и бенигног тока.
- Екстраепителијални екстрагландуларни поремећаји, у Сјогреновом синдрому, који су повезани са хипереактивношћу Б-ћелија, хипергамаглобулинемијом, и имунским комплексом обухватају; васкулитис („опипљива пурпура“, енгл. Palpable Purpura),[60] гломерулонефритис, и периферну неуропатију. Екстраепителијални манифестације се јављају у каснијој фази Сјогреновог синдрома и често су повезане са већим ризиком за малигнизацију трансформацијом промена у лимфом..

#### Плућни симптоми
- Плућни поремећаји[61] се јављају у 9-29% болесника, и они су идентични како у примарном тако и у секундарном облику Сјогреновог синдрома.
- Промене у плућима најчешће су изазване кератотрахеитисом (као последица сувоће бронхијалне слузокоже), и манифестују се у облику; сувог надражајног кашља, рецидивирајућих инфекције респираторних путева (трахеитис, бронхитис), фиброзе плућа, плућне хипертензије, грануломатозне инфилтрације и фиброзног алвеолитиса, са пратећом рестриктицијом вентилације плућа, поремећајем преноса гасова и диспнејом.[52][62]

#### Желудачноцревни симптоми
- Атрофички гастритис са гастроезофагеалним рефлуксом и езофагитисом (због атрофије слузокоже желуца и пратећом ахлорхидријом) један је од најчешћих функционалних поремећаја гастроинтестиналног тракта у Сјогреновом синдрому..[63]
- Због успореног процеса варења, болесници са Сјогреновим синдромом, имају честе манифестације успореног (одложеног) пражњења желуца које могу изазвати осећај ситости, нелагодност у виду тежине и мучнине у горњем делу стомака и нагон на повраћање.[64]
- Ређе су у овој болести присутни симптоми акутног панкреатитиса, хепатомегалије и спленомегалије истовремено са примарном билијарном цирозом јетре и хепатитисом који се може јавити у око 13% болесника.[63]

#### Срчани симптоми
- У Сјогреновом синдрому срчани поремећаји могу бити изазвани перикардитисом и плућном хипертензијом, са пратећом симптоматологијом за ову врсту болести.[65]
- Ортостатски симптоми[г] који су повезани са поремећајем аутономне контроле крвног притиска и рада срца директно су условљени тежином поремећаја у Сјогреновом синдрому.[57]
- Рејноов феномен је чест налаз у око 20% болесника са Сјогреновим синдромом.

#### Кожне промене у Сјогреновом синдрому
Промене на кожи које се могу јавити у секундарном облику Сјоргеновог синдрома карактерише пре свега сувоћа коже, коју прате и друге кожне промене; дерматитис, свраб, кожни чир, ануларни еритем (црвенило) и најзначајније су;
- Конфлуентни еритем коже са отоком и кератотичним променама,
- Еритематозна макуло-папулозна оспа која на крају постаје сливена на већој површини коже.
- Булозне лезије налик дисеминованом системском еритемском лупусу.
- Морбилиформна макуло-папулозна оспа
- Неспецифичне кожне ерупције, прстенаста еритем у Сјогреновом синдрому уочен је код јапанских и полинежанских пацијената и може да личи на прстенасте лезије у субакутном облику еритемског лупуса[54]
- Васкулитис, који може прати појава кожног чира (види слику)
- Кожни Б ћелијски лимфом,[67]
- Алопеција,
- Витилиго
- Површне улцерације (чиреви) на задњем делу тврдог непца, уснама, деснима и језику могу пратити наведене кожне промене.

#### Неуролошки симптоми
- Промене од стране централног нервног система и кичмене мождине, према различитим студијама спроведеним у Сјогреновом синдрому, јављају се у 8-40% болесника.
- Манифестације неуролошких поремећаја су миелопатија, оптичка неуропатија, мишићни грчеви, дискретне когнитивне дисфункције и психијатријске манифестације (психоза, депресија и у 80% случајева), исхемичке енцефалопатија, епилепсија, интернуклеарна офталмоплегија итд.[68] Међутим, значај ових лезија остаје нејасан јер се могу јавити и у другим болестима и неуједначене су по полу и старости. Осим тога, ове лезије се погоршавају са годинама.[55][69][70][71]
- У диференцијалној дијагностици увек треба имати у виду да узрок ових симптома могу бити и пратећи поремећаји као што су лупус, склероза мултиплекс, цереброваскуларна болест, и Алцхајмерова болест.[72]
- Сензорне (13%), моторне (31%) или сензомоторне (11%) периферне неуропатије, као субклинички симптоми, могу се открити у око (55%) болесника са Сјогреновим синдромом.[73] Као сензорни поремећаји могу се јавити и симптоми у облику дисталних парестезија.
- Мождане неуропатије се могу јавити у облику тригеминалне неуропатије или парализе живца лица (фацијалног живца).[72]
- Евентуална појава мултиплог мононеуритиса захтева брзу дијагностику у правцу васкулитиса,[74] односно мононуклеарне инфилтрације можданог паренхима и периферних нерава. На ово упућује нађена позитивна повезаност манифестација централног нервног система васкулитиса и анти-Ро(СС-А) антитела, као и њихова повезаност са тежим облицима неуролошких поремећаја.[75]
- Прогресивна слабост и парализа мишића могу се јавити и секундарно као последица хипокалимије изазване бубрежном тубуларном ацидозом а не променама у нервном систему.[76]

#### Бубрежни симптоми
Код једне половине болесника са примарним Сјогреновим синдромом присутне су екстра-гландуларне манифестације, међу којима су и оне узроковане променама на бубрегу. Према подацима из различитих студија, преваленција захваћености бубрега код болесника са примарним Сјогреновим синдромом креће се од 25% до 67%. Најчешћи тип лезије бубрега је тубуло-интерстицијумски нефритис, чија је најважнија клиничка манифестација дистална ренална тубулска ацидоза. Најчешћи хистопатолошки налаз промена на бубрегу је тубуло-интерстицијумски нефритис који се карактерише лимфоцитном инфилтрацијом интерстицијума и тубуларног епитела, док се ређе описује гломерулонефритис као последица таложења имунских комплекса.
Код болесника са примарним Сјогреновим синдромом тубуло-интерстицијумски нефритис често је асимптомски, а клинички се може испољити као дистална ренална тубуларна ацидоза или ређе као хипостенурија, протеинурија и/или бубрежна инсуфицијенција. Дистална ренална тубулска ацидоза описује се код 5-67% болесника са примарним Сјогреновим синдромом, а код 44% до 57% болесника праћена је смањеном гломерулском филтрацијом. Најчешће је асимптомска, али се може клинички испољити и хипокалијемија, парализама мишића, уролитијазом, а у околностима дуготрајне некомпензоване ацидозе може доћи до настанка метаболичке болести костију, као што је остеомалација .
Камен у бубрегу (калкулоза), бубрежна тубуларна ацидоза и остеомалација могу изазвати секундарна оштећења на бубрежним каналићима (нефронима) и довести до развоја нефритиса, најчешћег бубрежног поремећаја у Сјогреновом синдрому .
Интерстицијски циститис, са симптомима дизурије, и учестало ноћно мокрење, често се јављају у Сјогреновом синдрому.
Гломерулонефритис такође може бити узрокован имунским поремећајима у Сјогреновог синдромом, али јако ретко, и обично је узрокован другим поремећајима (болестима) у Сјогреновом синдрому, као што су системски еритемски лупус, заједно са криоглобулинемијом.

#### Остали симптоми
- Малаксалост, бол у зглобовима
- Симптоми аутоимунских болести, као што су тиреоидитис, пернициозна анемија, целијакија

## Дијагноза и диференцјална дијагноза
Дијагноза Сјогреновог синдрома се поставља на основу клиничких и лабораторијских карактеристика ове болести. Симптоми болести описани у клиничкој слици нису ограничени само на Сјогренов синдром. Симптоми сувоће егзокриних жлезда могу се наћи и у великом броју других поремећаја, укључујући; реуматоидни артритис, системски еритемски лупус, системску склерозу, примарну билијарну цирозу јетре, фибромијалгију и друге реуматичне болести што лекари морају диференцијално дијагностички имати у виду при коначном постављању дијагнозе.
Сувоћу у устима могу изазвати и; лекови (нпр. антихолинергицима и антидепресивима), хроничне генерализовани сиалоденитис, хроничне вирусне инфекције (нпр. хепатитис C) и терапија зрачењем главе и врата код малигних тумора.
Утврђивања дијагнозе Сјогреновог синдрома у старијих болесника, захтева што квалитетнију историју болести којом треба обухватити и употребу лекова из групе трицикличних антидепресива и антипсихотика, који могу изазвати симптоме сувих уста, који су израженији у овој популацији. У студији спроведеној код старијих болесника (између 65 и 84 године старости), отприлике (27%) наводи да пати од сувоће очију или устију. а значајан број испитаника (62%) је имало симптоме сувоће устију, потенцијално изазване лековима, што истиче значај правилно узете историје болести. Преваленца симптома сувоће у устима се повећава са годинама, и процењује се на око (17%) у особа старије популације.
Отицање (едем) пљувачних жлезда може да буде присутно и другим болестима, и зато у дијагностици Сјогреновог синдрома је неопходно искључити и друге узроке, као што су акутне и хроничне вирусне или бактеријске инфекције, туморе, алкохолизам и грануломатозне болести (као што је саркоидоза).

### Лабораторијске анализе
Неке лабораторијске анализе се могу применити за процену функционалног стања пљувачних и сузних жлезда у Сјогреновом синдрому. Међутим ниједан тест није довољно осетљив или специфичан у дијагностици Сјогреновог синдрома и зато се болест може правилно дијагностиковати тек када позитивне резултате различитих тестова прате и карактеристични субјективни симптоми и серолошки поремећаји.
Резултати лабораторијских анализа могу да укажу на следеће:
- Повишена вредност седиментације еритроцита
- Анемија
- Леукопенија
- Еозинофилија
- Хипергамаглобулинемија

Хематолошки поремећаји су веома чести у Сјогренов синдром. У студији спроведеној код 380 болесника са овом болешћу, 20% је имало анемију (са хемоглобином <11 г/л), 16% леукопенију и 13% тромбоцитопенију. Хипергамаглобулинемија и увећана седиментација еритроцита (већа од 50 mm/час), јавља се у 22% болесника.
- Присуство антинуклеарних антитела, посебно анти-Ro и анти-La
- Присуство реуматоидног фактора
- Присуство анти-алфа-фодрин антитела (поуздан дијагностички маркер у јувенилном облику Сјогреновог синдрома)

Атипична аутоантитела у 82 болесника са примарним Сјогреновим синдромом су процењене. Имунолошка преклапање (дефинисано као присуство аутоантитела типично за друге системске аутоимуне болести) је евидентно у 20% болесника са примарним Сјогреновим синдромом. Клинички значај ових антитела је атипичан због широких варијација.

### Биопсија
Биопсија малих пљувачних жлезда може бити веома корисна у дијагностици Сјогреновог синдрома као један од објективних критеријума који је због свог значаја укључена и у Америчко-европску класификацију критеријумима (види табелу). Биопсија се обично врши на доњој усни. Класична карактеристика хистолошког налаза у Сјогреновом синдрому је фокална пролиферативна лимфоцитна колекције у оквиру режњева жлезде, атрофија ацинуса и губитак жлезданих ћелија.
Међутим, лимфоцитна инфилтрација у мањим пљувачним жлездама није специфичан налаз за Сјогренов синдром јер се сличан налаз може појавити у здравих особа старије животне доби, у другим аутоимуним реуматичним болестима а понекад и код здравих млађих особа. Старошћу изазване ацинарна атрофије, фиброза и дуктална проширења пљувачних жлезди такође су описана и у старијих особа до девете деценије живота.
Полазећи од ових чињенице, извршена је стандардизација хистолошко дијагностичких критеријума са циљем да се постигне већа поузданост налаза у биопсији усне, са акцентом на ниво лимфоцитне инфилтрације. Гринспенов систем оцењивања и утврђивања броја жаришта лимфног ткива, дефинисан је као збир ≥ 50 лимфоцита на 4 mm². Дефинитивно потврђивање дијагнозе Сјогреновог синдрома захтева више од једног фокуса у 4 mm² у биопсијском налазу.
Дијагноза Сјогреновог синдрома се зато не би требало да се заснива искључиво на налазу биопсије малих пљувачних жлезда, већ на биопсији и постојању и других клиничких и серолошких карактеристика за процену Сјогренове болести.

### Дијагностички критеријуми
Дијагнозу Сјогреновог синдрома применом класификационих критеријумима, покренула је америчко-европска студијска група
а на основу већ постојећих Европских прелиминарних класификационих критеријума, развијених у 1992. За дијагнозу примарног Сјогреновог синдрома довољна су четири критеријума. Њихова сензитивност је 97% (96,1%), а специфичност 94% (94,2%).
| Критеријуми                          | Број критеријума и позитивних налаз потребних за дијагнозу                                 | Симптоми-знаци |
| ------------------------------------ | ------------------------------------------------------------------------------------------ | --- |
| Очни симптоми (Критеријум 1.)        | Позитиван одговор на најмање једно од три питања                                           | - Да ли сте дуже од три месеца имате свакодневни непријатан осећај сувоће у очима? - Да ли имате осећај страног тела (песка) у очима? - Да ли употребљавате вештачке суза више од три пута дневно? |
| Орални симптоми (Критеријум 2.)      | Позитиван одговор на најмање једно од три питања                                           | - Да ли сте дуже од три месеца имали свакодневни непријатан осећај сувоће у устима? - Да ли имате поновљени или стални оток пљувачних жлезда? - Да ли за време јела често употребљавате течност да бисте прогутали храну? |
| Очни знаци (Критеријум 3.)           | Позитиван најмање један тест                                                               | - Ширмеров (Schirmerov) тест за потврду смањене секреције суза без анестезије (<5 mm у 5 минута) - Розе бенгал скор >4 (према Бијстервелдовом систему) |
| Хистопатолошка слика (Критеријум 4.) | Фокус скор > 1 у малим пљувачним жлездама. са више од 50 лимфоцита у 4 mm² жлезданог ткива | - Фокус скор; се дефинише као агломерат најмање 50 мононуклеарних ћелија, а фокус је број фокуса на 4 mm² жлезданог ткива. |
| Орални знаци (Критеријум 5.)         | Позитиван најмање један од наведених тестова                                               | - Позитив сијалометријски налаз (нестимулисано лучење пљувачке <1,5 мл у 15 минута) - Позитиван налаз сцинтиграфије пљувачних жлезди (смањена концентрација и/или одложено избацивање маркера). - Позитиван налаз паротидне сијалографије указује на присуство дифузне сиалектазије (тачкаст, кавитарни или деструктивни облик), без доказа о опструкцији главног канала. |
| Аутоантитела (Критеријум 6.)         | Позитиван налаз                                                                            | - Анти- и/или анти- |

#### Ревидирани дијагностички критеријуми
Класификациони критеријуми за дијагностику Шегреновог синдрома (табела изнад), који су развијене и проверене између 1989. и 1996. од стране Европске студијске групе за класификацију критеријума за Сјогренов синдром, широко су прихваћени у свету.
Чланови ове студијске групе су поново преиспитали ове критеријуме и 2002. године консензусом предложили неке измене и јасније дефинисали „Правила за класификацију пацијената са примарна или секундарним Сјогреновим синдромом“, и прецизирали критеријуме за искључивање болести који нису постојали у претходној класификацији.
| Облик болести                                 | Критеријуми |
| --------------------------------------------- | --- |
| Примарни Сјогренов синдром                    | Код пацијената без секундарног обољења, основни Сјогренов синдром се може дефинисати на следећи начин; А — Присуство било која четири критеријума од наведених шест указују на могући примарни Сјогренов синдром, све док се позитивним налазом из критеријума четири (хистопатолошки налаз) или критеријума шест (серолошки налаз) то не потврди. Б — Присуство било која три од четири објективна критеријума (или, критеријума три, четири, пет и шест) Ц — Правилна примена ове класификације, уз друге расположиве методе, представља валидну алтернативну методу у дијагностици, и треба је правилно користити у клиничко-епидемиолошким анкетама. |
| Секундарни Сјогренов синдром                  | Код пацијената са могућим секундарним обољењем (нпр. са добро дефинисаном болешћу везивног ткива), на постојање секундарног Сјогреновог синдрома указује; - Постојање критеријума из става један и два (очни или орални симптоми) - Постојање најмање два симптома-знака наведених у критеријумима у ставовима три, четири и пет. |
| Критеријуми за искључење Сјогреновог синдрома | - У анамнези постоје подаци о зрачењу главе и врата - Инфекција хепатитисом Ц - Присуство хроничне имунодефицијентне болести (СИДА, АИДС) - Већ постоји лимфом - Саркоидоза - Примењен графт код оболеле особе. - Коришћени антихолинергични лекови (краће од четири времена полураспада лека) |

| „ | На основу наших најновијих података, модификована је класификација критеријума (Табела 1), у нова правила за исправнију класификацију пацијената са основним и секундарним Сјогреновим синдромом, и листа критеријум за искључивање ове болести (Табела 2) која је одобрена од стране свих чланова Америчко-европске консензус групе. Заједнички закључак групе, која је модификовала критеријуме, вероватно представља најбоље могуће инструмент који је тренутно на располагању за класификацију пацијената са Сјогреновим синдромом, као корисна полазна основа за будућа побољшања. Очигледно је да овај нови предлог класификационих критеријама за процену Сјогреновог синдрома треба да буде потврђен кроз даља проучавања и праћење болести у различитим групама болесника са Сјогреновим синдромом. | ” |

### Тестови за потврду смањене секреције суза
Објективне доказе о смањеној секрецији суза или пљувачке треба тражити тек након добијања детаљних анамнестичких података из историје болести, обављеног комплетног физичког прегледа болесника „сувим симптомима“ и дијагностичких тестова.
Ширмеров тест
- Најпрактичнији тест за утврђивање количине излучених суза који се данас користи у офталмологији осмислио је Ото Шример (Otto Schirmer 1864—1918) немачки офталмолог 1904.[106] Тестом се одређује количина воденог слоја прекорнеалног сузног филма.
- Тест се изводи тако што се 5 mm траке стерилног филтер папира урања у форникс бочне трећине доњег очног капка, а 25 mm оставља да виси са спољне стране. (види слику доле лево). Тест се изводи веома лако у клиничким и амбулантним условима, без анестезије или са локалном анестезијом ока (и тада носи назив "основни Ширмеров тест").
- Квашење трака филтер папира сузама у дужини већој од 15 mm после 5 минута је нормалан налаз, а квашење мање од 5 mm након 5 минута сматра се „позитивним“ налазом (види слику доле десно). Недавна студијска процена дијагностичких критеријума Ширмеровог теста дала је осетљивост од 42% и специфичност од 76% у Сјогреновом синдрому.[107]
- Код старијих особа, резултате Ширмеровог теста је понекад тешко протумачити, што потврђује студаја у којој је од 62, наизглед здравих старијих особа, у 22% испитаника утврђен позитиван налаз Ширмеровог теста.[108]

| Начин извођења теста | Позитиван налаз у Сјогреновом синдрому |
| -------------------- | -------------------------------------- |
|                      |                                        |

Бенгалски тест
Бојење розе бенгалом слузокоже ока, диференцирају се девитализоване (беживотне) епителне ћелије, од оних са нормалним особинама.
Тест пуцања прекорнеалног филма
Време пуцања прекорнеалног филма, мери се после укапавања флуоросцеина у око. Његове нормалне вредности су 10 и дуже секунди.

## Диференцијална дијагноза
- Анксиозност
- Запаљење десни
- Артритис, реуматоидни
- ХИВ инфекција и АИДС-а
- Кандидијаза
- Склероза мултиплекс
- Запаљење вежњаче
- Заушке
- Абразија рожњаче
- Миопатије
- Ерозија рожњаче и улцерозни кератитис
- Системски еритемски лупус
- Неуропатије
- Нежељена дејства лекова (нпр. сува уста)
- Тумори пљувачне жлезде (бенигни и малигни)
- Булимија
- Хронични запаљење гуштераче

## Терапија
Терапија Сјогреновог синдрома за сада није у потпуности успешна. У циљу лечења примењују се: 
- препарати који обезбеђују влажност и заштиту површине слузокожа очију и уста,
- хормони,
- витамини А, Б, Ц и Д,
- антималарични лекови,
- имуносупресивни и антиинфламаторни лекови,
- системски кортикостероиди итд.

Сви ови медикаменти имају клиничке ефекте, али и значајне нежељена дејства и неизвесне резултате у дужем току болести. Зато кажемо да је њиихова употреба углавном заснована на емпиријским доказима о њиховој ефикасности, а не на разумевању њиховог механизма дејства на имунски систем. Зато је најприхватљивији приступ лечењу Сјогреновог синдрома емпиријски и симптоматски.
Лечење Сјогреновог синдромома треба започети применом једноставних препарата за ублажавање главних симптома а то је сувоћа уста и очију.
Терапија сувоће очију
Кератоконјунктивитис сика („сувоћа очију“) је поремећај који се не може излечити, али се субјективне тегобе болесника могу смањити и спречити појава даљег оштећења очију. Најчешће методе лечења сувоће у очима су;
- Употреба „вештачких суза“. Учинак дејства ових препарата може бити временски ограничен (краткотрајан), и зато се оне примењују онолико често колико је потребно за одржавање константне влажности слузокоже ока. У саставу очних капи (вештачких суза) налази се и конзерванс који у бочици инхибира раст бактерија и било које супстанце која може да изазове инфекцију ока, што омогућава примену лека и до месец дана након отварања бочице. Болесници који имају нежељену реакцију на растворе који у себи садрже конзерванс, могу користити „вештачке сузе“ без конзерванса. Данас се у пракси најчешће користи препарат; (енгл. Lacrisert - (hydroxypropyl cellulose ophthalmic insert)
- Очување количине постојећих суза, (силиконским чепићима, меким контактним сочивима, облитерацијом отвора сузног канала)
- Уклањање сувишног муцина.

Терапија сувоће устију
Као и код сувоће очију сувоћа слузокоже у устима се сузбија применом разних препарата који треба да замене пљувачку. У употреби су разни гелови и спрејеви за уста. Неки од производа који су доступни болесницима у себи садрже флуор и њихова употреба се препоручује у особе са дентицијом. Као и код вештачких суза већина оралних препарата је краткотрајног деловања и зато их треба користити онолико често колико је то потребно. Данас се у пракси најчешће користе препарати; Evoxac (цевимелин), Salagen (пилокарпин хидрохлорид) и Numoisyn.
Уколико субјективни симптоми болести постају озбиљни, а конзервативно лечење не даје резултате, може се спровести хируршко лечење субтоталном или тоталном паротидектомијом, која болеснику може пружити извесно олакшање.
Едукација болесника и редовни контакт са реуматологом, стоматологом и офталмологом од виталног су значаја за даљи ток и коначан исход болести. Опште информације које болесници са Сјогреновим синдромом могу добити на интернету, у популарним брошурама и удружењима за самопомоћ као што су асоцијације болесника са Сјогреновим синдромом, од великог су значаја у процесу едукације болесника о њиховој болести и облицима лечења.

## Компликације
Инфекције паротидне жлезде; најчешће су изазвана бактеријама из групе стафилокока, стрептокока или пнеумокока. Инфекцију прати једнострано увећање жлезде са кожом изнад ње која је болна, топла, и еритематозна (црвена).
Тумор паротидне жлезде: карактерише се екстремним једностраним увећањем паротидне жлезде.
- Псеудолимфом (плеоморних ћелије које не испуњавају критеријуме за малигнитет) и нехочкинских лимфома Б-ћелија (НХЛ)[111]
- Код Сјогреновог синдрома, учесталост нехочкиновог лимфома је 4,3% (18,9 пута већа него у општој популацији), са просечном старошћу пацијената од 58 година у моменту постављања дијагнозе.
- Просечно време од појаве Сјогреновог синдрома до развоја нехочкинских лимфома је 7,5 година.
- Најчешћи хистолошки подтип нехочкиновог лимфома у Сјогреновог синдром је лимфом повезана лимфним ткивом слузокоже, који може да се развија у било ком ткиву нелимфатичном периепителном-лимфном ткиву најчешће пљувачне жлезде, али и желуца, назофаринкса, коже, јетре, бубрега и плућа. Напредовање ових инфилтрата у лимфому настаје полако и постепено. Лимфом је присутан на више од једне локације у 20% болесника на иницијалном дијагнозом.
- У пацијенте са повећаним ризиком од лимфома спадају они са регионалном или генерализованом лимфаденопатијом, хепатоспленомегалијом, леукопенијом, бубрежном инсуфицијенцијом.

Лупус и урођени срчани блок код новорођенчади: Деца рођена од мајки са антителима против SSA/Ro имају повећан ризик од појаве неонаталног лупуса и урођеног срчаног блока. У породици са дететом које је рођено са урођеним срчаним блоком, ризик појаве урођеног срчаног блока код детета у наредној трудноћи износи 15%.
Антифосфолипидни синдром: код болесника са Сјогреновим синдромом који поседују антифосфолипидна антитела може да се развије клиничка слика са карактеристике овог синдрома, коју карактерише повећан број побачаја и васкуларна тромбоза.

## Прогноза
- Шегренов синдром у начелу има добру прогнозу. Код пацијената код којих је настанак Шегреновог синдрома повезан са другим болестима, прогноза је директно повезан са тим болестима (нпр. лупус, лимфом итд).[112]
- Инфекција паротидне жлезде: је једна од чешћих компликација која се карактерише отоком, болом, црвенилом, топлотом на једној страни лица, изнад захваћене паротидне жлезде, понекад са повишеном телесном температуром.
- Паротидни тумори: једна од паротидних жлезде се може екстремно увећати и постати ненормално тешка.
- Проблеми у потомству: деца коју рађају жене са синдромом имају већи ризик, у односу на осталу новорођену децу, да оболе од лупуса и урођеног срчаног блока [ђ]